# Orthoserica rufigrisea
Orthoserica rufigrisea är en fjärilsart som beskrevs av W. Warren 1896. Orthoserica rufigrisea ingår i släktet Orthoserica och familjen mätare. Inga underarter finns listade i Catalogue of Life.